# Terpyridin
Terpyridin ist eine heterocyclische chemische Verbindung mit der Summenformel C15H11N3. Sie besteht aus drei Pyridinringen, welche jeweils in den 2-Positionen beziehungsweise 2,6-Positionen miteinander verknüpft sind.

## Synthese
Terpyridin wurde erstmals 1932 durch oxidative Kupplung von Pyridin in Gegenwart von Eisen(III)-chlorid bei 340 °C im Autoklaven erhalten. Es entsteht ein Produktgemisch aus verschiedenen Pyridinderivaten, Bipyridinen und Quaterpyridinen, welches auch Terpyridin enthält. Durch Reaktion von 2-Brompyridin mit 2,6-Dibrompyridin mit Kupfer im Sinne einer Ullmann-Kupplung kann Terpyridin mit höherer Selektivität hergestellt werden.
Es ist eine Reihe neuerer Synthesewege bekannt, welche oftmals auf Palladium-katalysierten Kupplungsreaktionen beruhen (Hiyama-Kupplung, Stille-Kupplung, Negishi-Kupplung).

## Eigenschaften
Terpyridin ist ein Chelatligand, welcher mit vielen Übergangsmetallen Komplexe der Form [M(Terpy)2]n+ bildet.
Im Rahmen der sicheren Endlagerung radioaktiven Abfalls werden derzeit Verfahren zur Auftrennung (Partitioning) des nuklearen Materials in Elementgruppen untersucht. Hierbei ist die Trennung der chemisch ähnlichen minoren Actinoide und Lanthanoide nötig. Terpyridin war hierzu der erste Ligand, welcher diese Trennung, wenn auch mit einem moderaten Trennfaktor von 7, zu bewerkstelligen vermochte. Mittlerweile existieren zu diesem Zweck jedoch deutlich selektivere Extraktionsmittel.